# District de Skrapar
Le district de Skrapar (en albanais : Rrethi i Skraparit) est un des 36 districts de l'Albanie. Sa population est de 30 000 habitants (est. 2004) et sa superficie de 775 km2. Il se situe au centre du pays et sa capitale est Çorovodë.
Le district dépend de la préfecture de Berat.